# Kiss of Death (모터헤드의 음반)
| 전문가 평가      | 전문가 평가  |
| 평가 점수        | 평가 점수    |
| 출처             | 점수         |
| ---------------- | ------------ |
| AllMusic         | [ 2 ]        |
| Drowned in Sound | 8/10         |
| Blabbermouth     | 8/10         |
| MusicOMH         | [ 5 ]        |
| PopMatters       | [ 6 ]        |
| NOW Magazine     | (favourable) |

《Kiss of Death》는 영국의 헤비 메탈 밴드 모터헤드의 열여덟 번째 스튜디오 음반으로, 2006년 8월 29일, 스팀해머를 통해 발매되었다.

## 녹음
《Kiss of Death》는 모터헤드가 프로듀서 카메론 웨브와 함께 녹음한 두 번째 음반으로, 밴드의 이전 음반 《Inferno》에서 무거운 사운드를 이어가고 있다. 조엘 맥이버는 2011년 모터헤드의 회고록 《Overkill: The Untold Story of Motörhead》에서 다음과 같이 언급했다.
〈God Was Never on Your Side〉는 레미 킬미스터의 서정적인 파멸을 전에 없이 보여준다. 이 음반의 리드 싱글인 〈Kingdom of the Worm〉은 현대 세계에 대한 신랄한 논평이었고, 한 곡인 〈Going Down〉은 필 캠벨의 아들 토드가 공동 작사, 작곡했다.

## 발매
《Kiss of Death》는 독일에서 4위에 올랐으며, 모터헤드의 독일 차트에 역대 최고 기록을 세웠다. 이 음반은 또한 오랜 아티스트 조 페타그노의 오리지널 커버 아트 특징으로 하는 마지막 모터헤드 음반으로 유명하다.

## 곡 목록
모든 곡들은 특별한 언급이 없는 한 레미 킬미스터, 필 캠벨, 미키 디에 의해 작사/작곡하였다.
| #   | 제목                           | 작사·작곡                     | 재생 시간 |
| --- | ------------------------------ | ----------------------------- | --------- |
| 1.  | 〈Sucker〉                     |                               | 2:59      |
| 2.  | 〈One Night Stand〉            |                               | 3:05      |
| 3.  | 〈Devil I Know〉               |                               | 3:00      |
| 4.  | 〈Trigger〉                    |                               | 3:53      |
| 5.  | 〈Under the Gun〉              |                               | 4:44      |
| 6.  | 〈God Was Never on Your Side〉 |                               | 4:20      |
| 7.  | 〈Living in the Past〉         |                               | 3:45      |
| 8.  | 〈Christine〉                  |                               | 3:42      |
| 9.  | 〈Sword of Glory〉             |                               | 3:57      |
| 10. | 〈Be My Baby〉                 |                               | 3:40      |
| 11. | 〈Kingdom of the Worm〉        |                               | 4:08      |
| 12. | 〈Going Down〉                 | 킬미스터, 캠벨, 디, 토드 캠벨 | 3:35      |